# 胡之光
胡之光（1930年3月—2025年2月27日），男，河北容城人，中华人民共和国政治人物，1947年8月参加革命工作，同年9月加入中国共产党。长年在公安战线工作，曾任齐齐哈尔市公安局五分局股长、十四中心派出所所长，市公安局股长、副科长，中央人民公安学院政治经济学教研室教师，中央政法干部学校政经教研室教师、主任教员、政治部宣传处副处长，中央政法干部学校师资班党支部书记、教学一部主任、校长助理，中华人民共和国公安部党组成员、政治部主任，党委委员、副部长、纪委书记，副总警监。1999年离休。
2005年2月27日在北京病故，享年95岁。